# لورا ويلزي
لورا ويلزي (بالإنجليزية: Laura Welsh)‏ هي مغنية بريطانية، ولدت في 1986 في ستافوردشاير في المملكة المتحدة.

## وصلات خارجية
- الموقع الرسمي
- لورا ويلزي على موقع ميوزك برينز (الإنجليزية)
- لورا ويلزي على موقع ديسكوغز (الإنجليزية)